# 約翰·J·卡維拉爾斯
| 參見 § 發現的小行星列表 |

J-約翰·卡維拉爾斯（英語：J-John Kavelaars，1966年—），又稱JJ·卡維拉爾斯（JJ Kavelaars），是一名加拿大天文學家，他是發現木星、土星、天王星和海王星多顆衛星的團隊成員之一。他是小行星發現者，也是新視野號延長任務的調查員，協助發現了小行星486958。

## 生平
卡維拉爾斯畢業於安大略省西南密德薩斯的格倫科區高中、貴湖大學以及安大略省京士頓皇后大學。他目前是位於英屬哥倫比亞省維多利亞自治天體物體天文台（Dominion Astrophysical Observatory）的天文學家。
在他的工作過程中，他負責發現了土星的11顆衛星、天王星的8顆衛星、海王星的4顆衛星，以及100多顆小行星。卡維拉爾斯是加拿大-法國黃道平面測量的協調人，該測量是加法夏望遠鏡遺產測量「CFHTLS」的一部分：該項目致力於發現和追蹤外太陽系的天體。

### 家族
他是加拿大女演員英格麗·卡維拉爾斯和加拿大擊劍運動員莫妮克·卡維拉爾斯的哥哥。

### 榮譽
2007年6月1日，他的同事大衛·D·巴蘭以他的名字命名了小行星154660。
2022年，卡維拉爾斯獲頒加拿大天文學會鄧拉普天文儀器和軟體創新獎。此獎表彰卡維拉爾斯對加拿大天文數據中心的發展和領導所做出的貢獻，特別是使用CANFAR科學平台開發基於雲端的天文數據分析。
2022年，卡維拉爾斯獲頒加拿大国家研究委员会丹·韋納科技傑出成就獎。此獎項的頒發是為了表彰卡維拉爾斯共同發現小行星486958以及對NASA的新視野號與該天體相遇所做的貢獻。

## 發現的小行星列表
| (44594) 1999 OX3                                                   | 1999年7月21日 | 列表 [A][B][C] |
| (60620) 2000 FD8                                                   | 2000年3月27日 | 列表 [A][C][B] |
| (60621) 2000 FE8                                                   | 2000年3月27日 | 列表 [A][C][B] |
| (82053) 2000 SZ370                                                 | 2000年9月23日 | 列表 [A]       |
| (182926) 2002 FU6                                                  | 2002年3月20日 | 列表 [A][D]    |
| (418993) 2009 MS9                                                  | 2009年6月25日 | 列表 [C][A]    |
| (468422) 2000 FA8                                                  | 2000年3月27日 | 列表 [A][C][B] |
| 共同發現： A B·格拉德曼 B M·J·霍爾曼 C J·M·佩蒂特 D A·多雷斯迪拉姆 |               |                |

## 外部連結
- Astronomy – John J. Kavelaars, Notable GDHS Graduates
- Homepage at NRC